# Kościół Niepokalanego Serca Najświętszej Maryi Panny w Sobieradzu
Kościół Niepokalanego Serca Najświętszej Maryi Panny w Sobieradzu – katolicki kościół filialny zlokalizowany we wsi Sobieradz w gminie Gryfino, w powiecie gryfińskim (województwo zachodniopomorskie). Jest świątynią filialną parafii Świętej Trójcy w Chwarstnicy.

## Historia i architektura
Budynek kościoła pochodzi z XIII wieku i został wzniesiony z granitowych kwadr, ułożonych w 21 warstwach. Jest budowlą salową, sytuowaną na planie prostokąta, bez wyodrębnionego prezbiterium. W XIX wieku został przebudowany w stylu neogotyckim, wymurowano wówczas nowe okna i dostawiono od strony zachodniej kamienno-ceglaną wieżę. Kościół posiada dwuuskokowy portal wejściowy w ścianie północnej, w ścianie południowej widoczny jest ślad po drugim, zamurowanym portalu, którego górna część została zniszczona podczas przebicia okna. W ścianie wschodniej umieszczone jest ostrołukowe okno, osadzone w dużej, profilowanej ostrołukowej blendzie ceglanej. Powyżej niego znajduje się szczyt zdobiony pięcioma ostrołukowymi blendami, z których środkowa jest dwukrotnie szersza od pozostałych. W elewacjach bocznych znajdują się okna pochodzące z okresu wykonanej w XIX wieku przebudowy – trzy okna w ścianie południowej i dwa okna w ścianie północnej. Ościeża okien murowane są z cegły.
Po zakończeniu II wojny światowej kościół został rekonsekrowany jako świątynia katolicka w 1946 roku. Wnętrze kościoła nakryte jest drewnianym, belkowanym stropem. Historyczne wyposażenie nie zachowało się.
Do kościoła przylega cmentarz, otoczony kamiennym murem z dwoma późnośredniowiecznymi bramami.